# Tour of Thailand
Die Tour of Thailand ist ein thailändisches Straßenradrennen.
Das Etappenrennen wurde im Männerbereich erstmals im Jahr 2006 ausgetragen und gehört seitdem in der Kategorie 2.2 zur UCI Asia Tour. Sieger der ersten Austragung wurde der Chinese Fuyu Li. 2017 wurde das Rennen hochgestuft in die Kategorie 2.1.
Im Frauenradrennsport wird das Rennen seit 2012 zunächst in UCI-Kategorie 2.2 und seit 2017 in Kategorie 2.1 ausgetragen.
Das Rennen trägt auch den Namen The Princess Maha Chakri Sirindhorn's Cup Tour of Thailand.

## Palmarès
| - 2025 Alexander Salby - 2024 Adne van Engelen - 2023 Tegshbayar Batsaikhan - 2022 Alan Banaszek - 2021 Sainbajaryn Dschambaldschamts - 2020 Nikodemus Holler - 2019 Ryan Cavanagh - 2018 Benjamin Dyball - 2017 Jewgeni Giditsch - 2016 Benjamin Hill - 2015 Yasuharu Nakajima - 2014 Yasuharu Nakajima - 2013 Ki Ho Choi - 2012 Mitchell Lovelock-Fay - 2011 Tobias Erler - 2010 Kiel Reijnen - 2009 Andrew Bajadali - 2008 Alex Coutts - 2007 Ahad Kazemi - 2006 Li Fuyu | - 2025 Jutatip Maneephan - 2024 Jutatip Maneephan - 2023 Lee Eun-hee - 2022 Phetdarin Somrat - 2021 Chaniporn Batriya - 2020 Jutatip Maneephan - 2019 Jutatip Maneephan - 2018 Olga Sabelinskaja - 2017 Phetdarin Somrat - 2016 Yang Qianyu - 2015 Meng Zhao Juan - 2014 Meng Zhao Juan - 2013 Thuy Dung Nguyen - 2012 Yin Liu |